# Vaghia carinata
Vaghia carinata är en kvalsterart som först beskrevs av Travé 1956.  Vaghia carinata ingår i släktet Vaghia och familjen Galumnidae. Inga underarter finns listade i Catalogue of Life.